# Miercurea Sibiului
Miercurea Sibiului (em alemão: Reußmarkt ou Reissmarkt; em dialeto saxão transilvano: Reismuert; em húngaro: Szerdahely ou Szászszerdahely) é uma cidade na parte ocidental do distrito) de Sibiu, na região histórica da Transilvânia, Roménia, situada 34 km a oeste de Sibiu. Tem 85,12 km² de área e em 2011 tinha 3 792 habitantes (densidade: 44,6 hab./km²).
É uma das localidades classificadas administrativamente como cidades (oraș) mais pequenas da Roménia. A cidade administra duas aldeias: Apoldu de Sus (em alemão: Großpold; em húngaro: Nagyapold) e Dobârca (Dobring; Doborka) e uma estância termal, situada a cinco quilómetros de distância.

## Descrição
A cidade situa-se numa depressão formada pelo rio Secaș, na área de transição entre o Planalto Transilvano e a serra de Cindrel (ou montes Cibin), um maciço montanhoso do grupo dos montes Parâng dos Cárpatos Meridionais.
Desde o século XII ou XIII que cidade passou a ser habitada por saxões da Transilvânia e em 1355 tornou-se uma das principais sete cidades saxãs da região de Sibiu. Segundo o censo de 2011, 83,1% dos residentes eram romenos, 14,7% ciganos e 1,9% etnicamente alemães (saxões).